# Nader Mohammadkhani
Nader Mohammadkhani (en persa: نادر محمدخانی‎, Teherán, Irán; 23 de agosto de 1963) es un exfutbolista de Irán que jugaba en la posición de defensa.

## Carrera

### Club
| Periodo   | Club                 |
| --------- | -------------------- |
| 1984–1987 | Vahdat FC            |
| 1987–1988 | Persepolis FC        |
| 1988–1990 | Gostaresh FC         |
| 1990–1991 | Persepolis FC        |
| 1991–1994 | Keshavarz FC         |
| 1994–1997 | Bahman Karaj FC      |
| 1997–1998 | Polyacryl Esfahan    |
| 1998–2000 | Persepolis FC        |
| 2000      | Qatar SC             |
| 2001      | PAS Teherán FC       |
| 2001–2002 | Sanat Naft Abadan FC |

### Selección nacional
Jugó para Irán en 64 ocasiones entre 1988 y 1999 y anotó un gol, el cual fue ante Kuwait el 15 de febrero de 1999 en Ciudad de Kuwait por la Ciao February Cup 1999. Participó en la Copa Mundial de Fútbol de 1998, dos ediciones de la Copa Asiática y en tres ediciones de los Juegos Asiáticos, donde ganó la medalla de oro en las ediciones de 1990 y 1998.

## Logros

### Club
- Tehran Province League (2): 1987-88, 1990–91
- Asian Cup Winners' Cup (1): 1990-91
- Iranian Football League (2): 1998–99, 1999–2000
- Copa Hazfi (3): 1987–88, 1994-95, 1998–99

### Selección nacional
- Asian Games Gold Medal (2): 1990, 1998